# Al Vanner
Otto Alfred (Al) Vanner, född 6 juli 1892 i Vinslövs socken, död 15 augusti 1967 i Vantörs församling i Stockholm, var en svensk författare och skatteexpert.
Al Vanner var son till lantbrukaren Anders Olsson och Anna Persdotter. Efter studentexamen i Kristianstad 1911 studerade Vanner vid Lunds universitet där han blev filosofie kandidat 1914 och filosofie licentiat 1922. Från 1922 var han medarbetare i Social-Demokraten, senare benämnd Morgon-Tidningen och var 1926–1939 redaktör för tidskriften Tiden, 1946–1950 för tidskriften Taxeringsnämnden och från 1951 för Taxeringsnämndsordförandens riksförbunds tidskrift Skattenytt. Vanner gjorde sig framför allt känd som skatteexpert och innehade ett flertal uppdrag av olika slag, bland annat som sekreterare i riksdagsutskott, biträde i statsrevisionen, ledamot av prövningsnämnd samt ledamot av styrelsen för statistiska kontoret i Stockholm 1927–1940, suppleant i drätselnämnden (och därunder ordförande i fondfastighetsdelegerande) 1937–1950 och en tid vice ordförande i styrelsen för Socialinstitutet i Stockholm. I Stockholm var Vanner ordförande i taxeringsnämnd och pensionsnämnd, vice ordförande i direktionen för Stockholms stads uppbördsväsen och ledamot av direktionen för rätts- och polisväsendet samt av pensionnämndsdelegerade. Han utgav tillsammans med Per Edvin Sköld Valhandbok (1928) och skattehandböcker samt utgav ensam Statistik (1931) och Sparbankens uppgifter (1936).